# HJK赫尔辛基

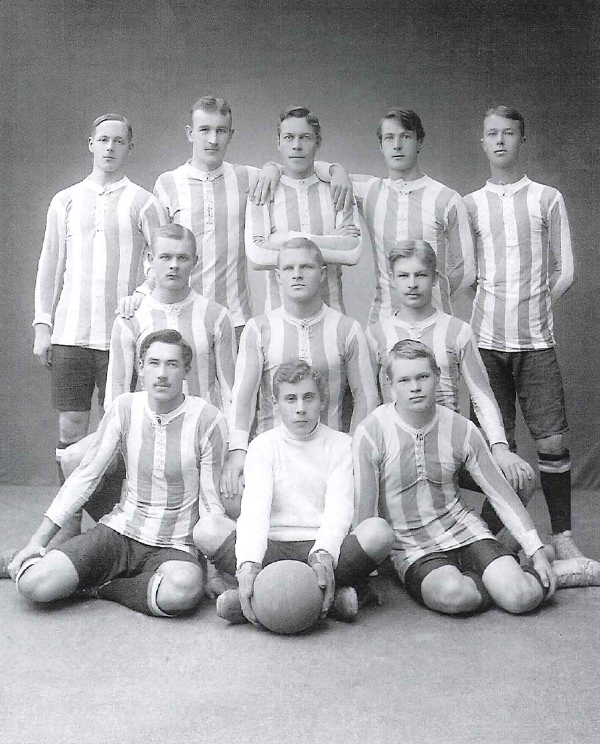
1911年获得第一次芬兰冠军时的球队成员

赫尔辛基足球俱乐部（芬蘭語：Helsingin Jalkapalloklubi，缩写为“HJK”），通稱為HJK赫爾辛基（HJK Helsinki），是芬蘭的足球俱樂部，位於首都赫爾辛基。该俱乐部参加芬蘭足球超級聯賽的比赛。成立于1907年，该俱乐部在其历史上的大部分时间内参加芬兰顶级足球联赛。自2000年起俱乐部的主场是有10,770个座位的博尔特竞技场。
通常被认为是芬蘭最大的俱樂部，HJK赫爾辛基也是芬蘭夺冠最多的俱樂部，曾33次奪得聯賽冠軍。俱樂部也獲得過14次芬蘭杯和5次芬蘭聯賽杯冠軍。許多在國際賽場上取得成功的芬蘭球星都是HJK赫爾辛基轉會去國外的。该俱乐部的女队也取得了类似的成果。
HJK赫爾辛基是芬蘭唯一進入過歐洲冠軍聯賽小組賽階段比賽的球隊。在1998-99賽季中第二輪資格賽中淘汰了梅斯進入小組賽，在小組賽階段的比賽中球隊也令人尊敬的取得了5分，主場擊敗了葡萄牙勁旅賓菲加平了凯泽斯劳滕，客場也逼和了賓菲加。球隊只是主客場都敗給了燕豪芬以及客場輸給了凱沙羅頓。
HJK赫尔辛基的传统球衣颜色是蓝白条相间的T恤配蓝色的短裤及球袜。俱乐部的徽章在一个世纪以来基本没有变动，只是改变过一次字体使其看起来更现代化。

## 球隊榮譽
- 芬蘭足球錦標賽（盃賽形式）：

 冠軍 (7)：1911, 1912, 1917, 1918, 1919, 1923, 1925
 亞軍 (1)：1921
- 芬蘭足球錦標賽（聯賽形式）：

 冠軍 (9)：1936, 1938, 1964, 1973, 1978, 1981, 1985, 1987, 1988
 亞軍 (8)：1933, 1937, 1939, 1956, 1965, 1966, 1982, 1983
- 芬蘭超級足球聯賽

 冠軍 (17)：1990, 1992, 1997, 2002, 2003, 2009, 2010, 2011, 2012, 2013, 2014, 2017, 2018, 2020, 2021, 2022, 2023
 亞軍 (5)：1999, 2001, 2005, 2006, 2016
- 芬蘭盃

 冠軍 (14)： 1966, 1981, 1984, 1993, 1996, 1998, 2000, 2003, 2006, 2008, 2011, 2014, 2016-17, 2020
 亞軍 (6)：1975, 1985, 1990, 1994, 2010, 2021
- 芬蘭聯賽盃

 冠軍 (5)：1994, 1996, 1997, 1998, 2015
 亞軍 (3)：1995, 2009, 2012

## 知名球員
- 米凯尔·福塞尔
- 亚里·利特马宁
- 泰穆·普基

## 外部連結
- 官方网站 （文） （英文）